# Abdij van Grafschaft

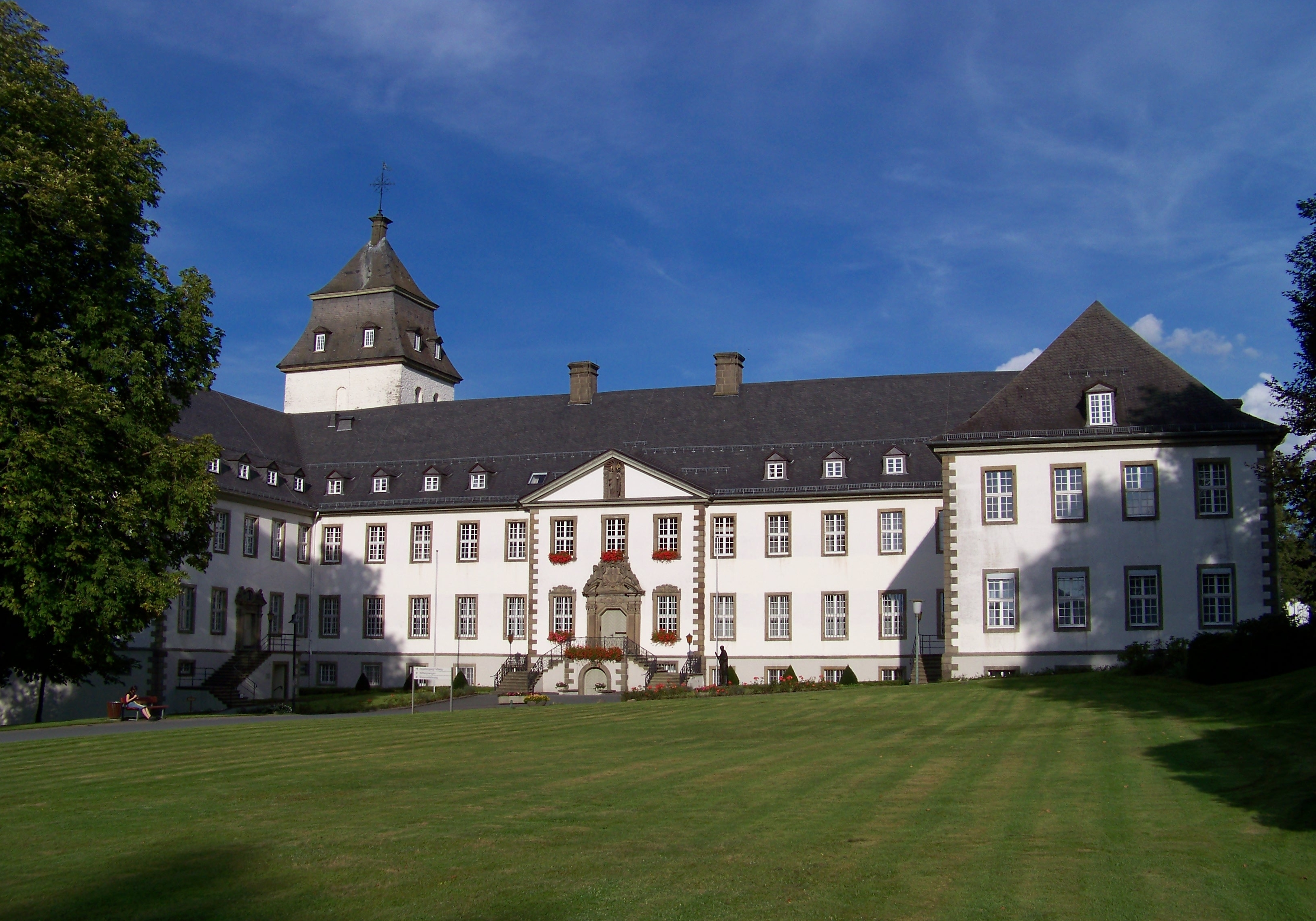
Abdij van Grafschaft

De abdij van Grafschaft is een abdijstichting in Schmallenberg in Noordrijn-Westfalen, gelegen in de Hochsauerlandkreis.
Deze benedictijnenabdij werd in 1072 gesticht door bisschop Anno II van Keulen en was oorspronkelijk aan de heilige Alexander van Rome gewijd.
In de 18e eeuw werden de kloostergebouwen vervangen door het nog bestaande gebouwencomplex.
Een groot deel van de gebouwen is in gebruik bij de Liefdezusters van de Heilige Carolus Borromeus, in het Duits Borromäerinnen genaamd.  Dezen hebben het gebouwencomplex ingericht als ziekenhuis (200 bedden) en revalidatiekliniek. De nadruk van de zorg, die in dit ziekenhuis wordt geboden, ligt op de behandeling van allerlei longziektes, en van slaapstoornissen. Er bestaat een samenwerking met de Philipps-Universiteit Marburg.

## Afbeeldingen

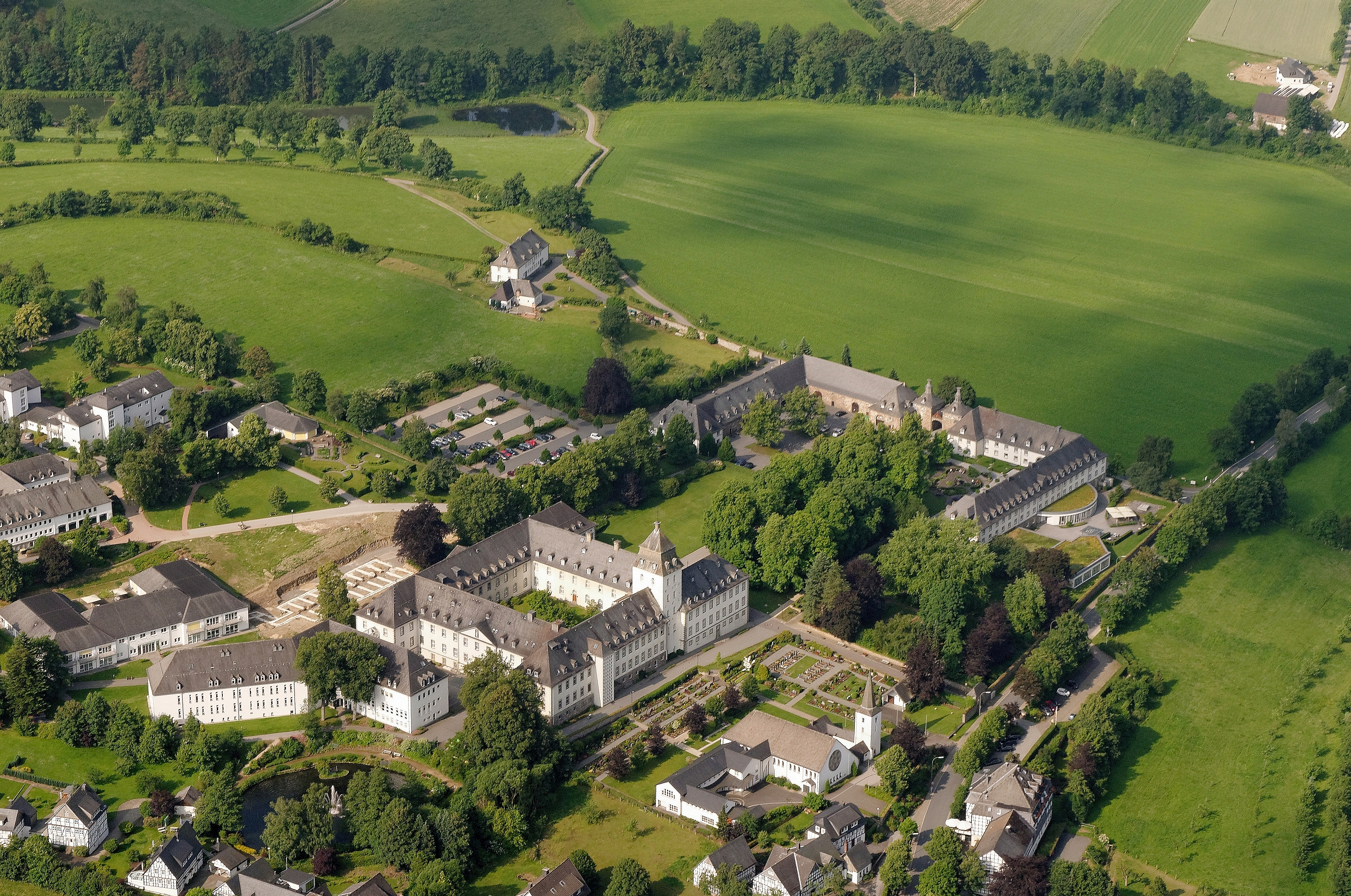
Luchtfoto van het kloostercomplex
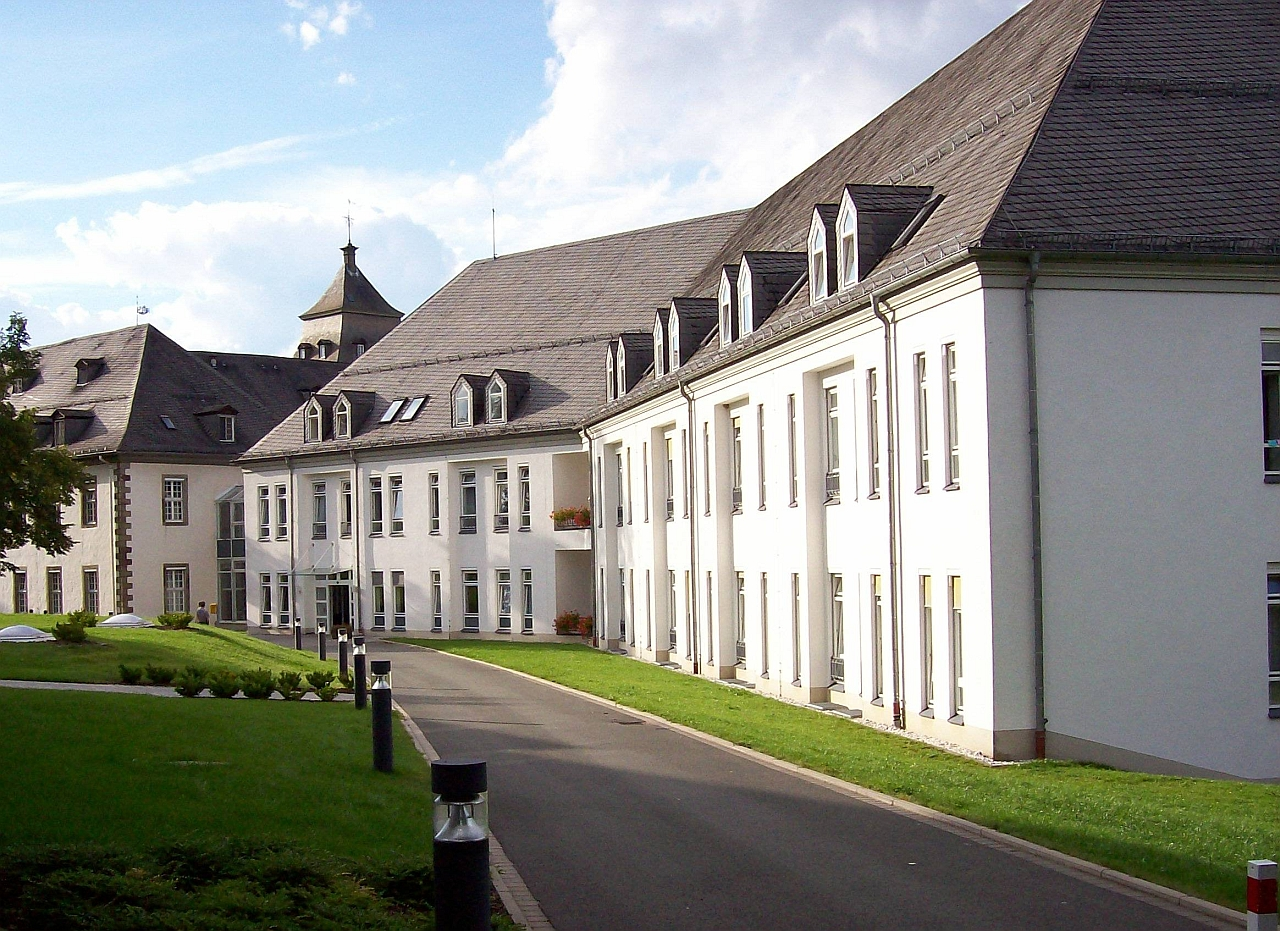
Ingang ziekenhuisvleugel
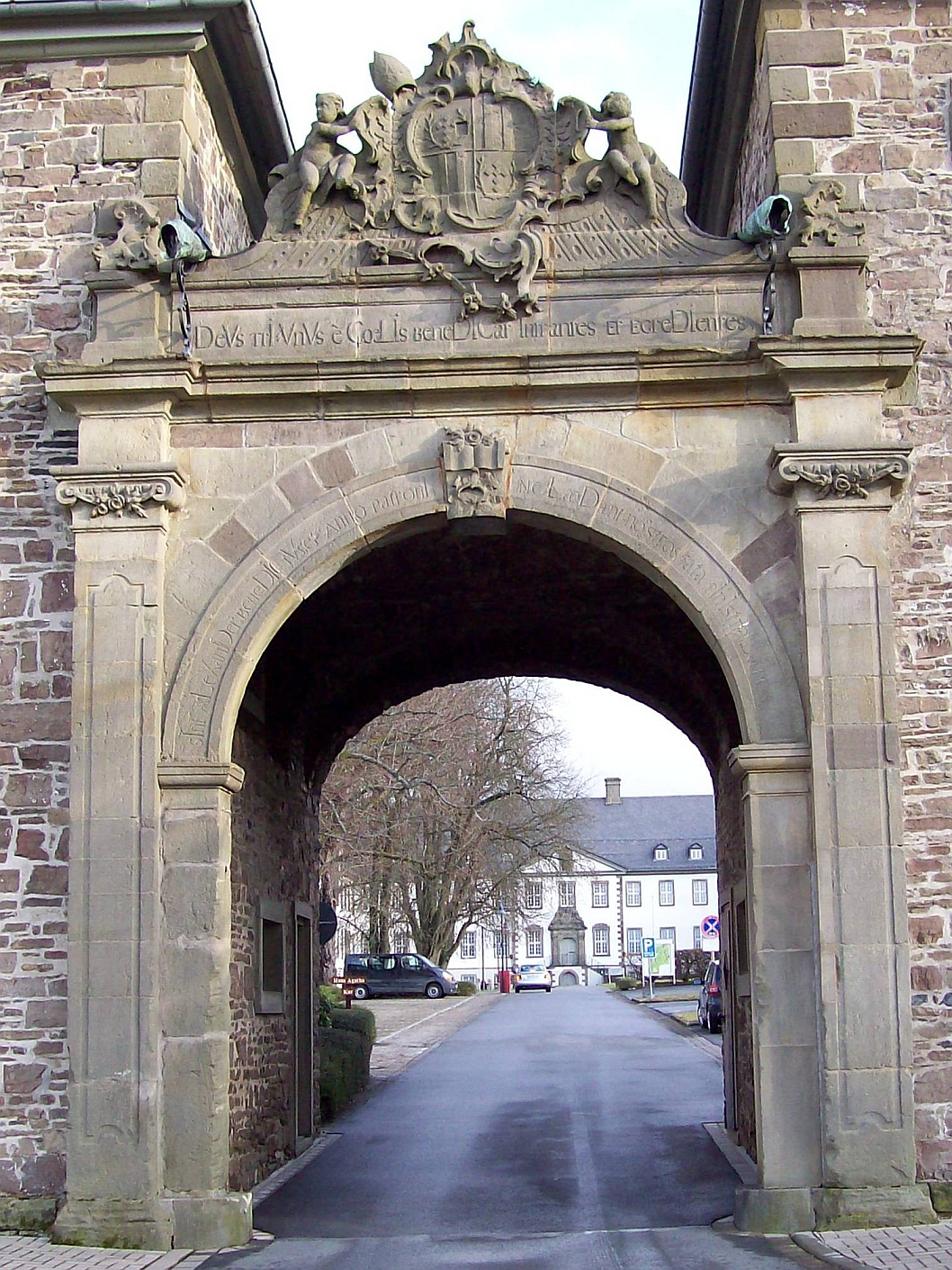
Ingangspoort